# Disc d'Airy

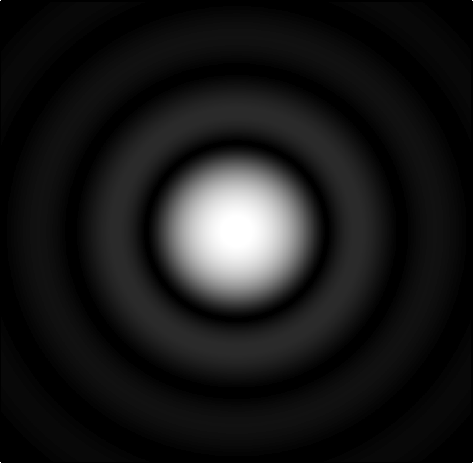
Disc d'Airy. L'escala de grisos s'ha adaptat per mostrar millor el patró de difracció dels anells concèntrics.

El disc d'Airy és un fenomen òptic. A causa de la naturalesa ondulatòria de la llum, quan aquesta travessa una obertura circular es difracta produint un patró d'interferència de regions il·luminades i fosques sobre una pantalla allunyada de l'obertura. El patró de difracció resultant en una obertura circular il·luminada uniformement té una regió central brillant coneguda com a disc d'Airy envoltada d'una sèrie d'anells concèntrics anomenats patró d'Airy (tots dos nomenats així en honor de George Airy). El diàmetre del disc central està relacionat amb la longitud d'ona de la llum i la mida de l'obertura circular. El disc d'Airy és de gran importància en física, òptica i astronomia. La més important aplicació d'aquest concepte està en càmeres i telescopis. A causa de la difracció, el punt més petit en el qual es pot enfocar un raig de llum utilitzant una lent té la mida d'un disc d'Airy. Així, fins i tot tenint una lent perfecta, encara hi ha un límit per a la resolució d'una imatge creada per aquesta lent. Un sistema òptic en què la resolució no està limitada per imperfeccions en les lents sinó només per difracció es diu que està limitat per difracció.

## Mida del disc d'Airy
Lluny de l'obertura del sistema òptic l'angle en què es produeix el primer mínim de la intensitat lluminosa i mesurat a partir de l'eix òptic de la llum incident ve determinat per la següent expressió:
{\displaystyle \sin \theta =1.22{\frac {\lambda }{d}}}
on λ és la longitud d'ona i d és el diàmetre de l'obertura. El criteri que s'utilitza per determinar si un sistema òptic  resol  dos focus de llum independents és que el centre del disc d'Airy per al primer objecte ha d'estar com a mínim a la distància del primer mínim del patró de difracció del segon objecte. D'aquesta manera la resolució angular d'un sistema òptic limitat per difracció ve donada per la mateixa fórmula.